# Gabriel Dupont
Gabriel Édouard Xavier Dupont (Caen, 1º marzo 1878 – Le Vésinet, 2 agosto 1914) è stato un compositore francese.

## Biografia
Ammesso come uditore presso il Conservatorio di Parigi all'età di 15 anni, vi studiò composizione con Jules Massenet, armonia con Antoine Taudou e contrappunto con André Gedalge. Ancora presso l'istituto parigino divenne poi (1895) allievo di Alexandre Guilmant per l'organo, e fra il 1897 e il 1903 studiò composizione con Charles-Marie Widor.
Nel 1901 conseguì il secondo premio del Prix de Rome. Vinse inoltre il concorso indetto dalla Casa editrice Sonzogno con l'opera La Cabrera, presentata successivamente alla Scala e all'Opéra-Comique nel 1905.
Dupont compose altre tre opere: La Glu (1909), un melodramma basato sul romanzo di Jean Richepin; La Farce du cuvier (1911), su libretto di Henri Caïn; e Antar (1912–14), anch'esso su libretto di Caïn.

## Opere (parziale)
Opere
- La Cabrera, libretto di Henri Cain (1903)
- La Glu, libretto di Jean Richepin e Henri Cain (1908)
- La Farce du cuvier (1911)
- Antar, libretto di Chekri Ganem (1913)

Composizioni vocali
- Trois Choeurs (1900)
- Poèmes d'automne (1904)

Orchestra
- Les Heures dolentes (1906)
- Le Chant de la Destinée, poema sinfonico (1908)

Organo
- Allegretto (1898)
- Élévation en Si bémol majeur
- Pièce en forme de canon, pubblicato in L'Orgue moderne, 10ª edizione, a cura di Charles-Marie Widor e Alexandre Guilmant (Parigi: 1897)
- Méditation, pubblicato in L'Orgue moderne, XV edizione, a cura di Charles-Marie Widor e Alexandre Guilmant (Parigi: 1899)
- Pour la Toussaint (1902)
- Offertoire, Élévation e Sortie, pubblicato in Archives de l'organiste, vol. 4, a cura di H. Delépine (1910)

Pianoforte
- Deux Airs de Ballet (1895)
- Feuillets d'album (1897)
- Les Heures dolentes (1905)
- La Maison dans les Dunes (1909)

Musica da camera
- Journée de Printemps per violino e pianoforte (1901)
- Poème per pianoforte e quartetto d'archi (1911)